# زانکت کاتارینن (باد کرویتسناخ)
زانکت کاتارینن (باد کرویتسناخ) (به آلمانی: Sankt Katharinen) یک شهر در آلمان است که در باد کرویتسناخ واقع شده‌است. زانکت کاتارینن ۳۴۳ نفر جمعیت دارد.